# Pyramica filitalpa
Pyramica filitalpa är en myrart som först beskrevs av Brown 1950.  Pyramica filitalpa ingår i släktet Pyramica och familjen myror. Inga underarter finns listade i Catalogue of Life.

## Bildgalleri